# Dundee HSFP
Il Dundee High Rugby è una squadra scozzese di rugby a 15 che gioca a Dundee, e disputa la Scottish National League Division One (la seconda divisione scozzese). Fondato nel 1880, rappresenta uno dei club più antichi al mondo.

## Storia
Il club fu fondato nel 1880 da alcuni ex allievi della scuola superiore di Dundee che, riunitosi al caffè The Victoria il 23 novembre 1880, decisero di organizzare una squadra di rugby.
Tra i fondatori si ricordano David Hynd, David Hutchison e Tom Ferguson, chiamati i Maryfield Gang.
Non avendo inizialmente una sede né un campo da gioco stabile, il primo posto in cui giocarono fu un campo incolto in una fattoria di proprietà di John Johnston. Il primo presidente della formazione fu Col. PG Walker e le uniformi, camicie e pantaloni, furono di color blue navy.
Per circa vent'anni la formazione girovagò per tutti i campi nei dintornio di Dundee, fino a quando il rettorato dell'Università di Dundee, nella persona di Dott. G.R. Merry, mise a disposizione gli spazi per la formazione locale. Nal 1890 fondarono insieme ad altre formazioni locali (Panmure, Perth e St Andrews University) la Midlands Rugby Union. Da allora incominciò a gareggiare nella Midlands League insieme ad altre formazioni come Panmure, Perthshire, St Andrews, Kirkcaldy, Newport.
Agli inizi degli anni '70 il Dundee High Rugby emerse come forza del Nord Est scozzese e fecero da preludio all'ingresso della nuova lega nazionale che si stava in quel periodo formando. Infatti nel 1973 partecipò al primo campionato ufficiale e due anni più tardi giocarono per la prima volta al Mayfield, l'attuale sede di gioco. Alla fine degli anni '80 il Dundee raggiunge la Seconda Divisione.
Negli anni '90 la vide gareggiare nel secondo campionato scozzese oscillando tra il campionato di Prima e di Seconda divisione. Con il passaggio al professionismo nel 1995 il club ha perse diversi giocatori diretti in altri club con il relativo declino e retrocessione in Terza divisione. Nel 2000 torna nella massima serie con alterne vicende. Nal campionato 2011-12, la formazione di Dundee High Rugby arriva al secondo posto, alle spalle del Melrose, ottenendo il miglior piazzamento nella storia della società.

## Palmarès
- Scottish Premiership Division Two: 2006, 2009
- Scottish Premiership Division Three: 1990, 2003
- Scottish Premiership Division Five: 1984
- Scottish Premiership Division Six: 1982
- Finalista nella Coppa di Scozia: 2004 e 2005